# Семюел Інсулл
Семюел Інсулл (англ. Samuel Insull, 11 листопада 1859, Лондон — 16 липня 1938, Париж) — американський бізнес-магнат, був новатором в області електроенергетики та інвестором у районі Чикаго, міста, що відіграло вагому роль у народженні комплексної електричної інфраструктури у США. Він також відповідальний за будівництво Чиказького оперного театру в 1929 році.
Після Великої депресії його величезна імперія холдингової компанії «Midwest» розвалилася і його звинувачували в особистому прибутку, продаючи нічого не варті акції інвесторам, які нічого не підозрювали та довіряли йому через його позицію та репутацію. Інсулл спочатку втік у Францію, а потім перебрався до Греції, де ще не був укладений договір про екстрадицію до США. Пізніше його все ж затримали в Туреччині і повернули в Штати. У 1934 році порушили справу за обвинуваченням у шахрайстві, але він був виправданий під час судового розгляду .

## Біографія

### Ранні роки
Семюел Інсулл народився 11 листопада 1859-го в Лондоні. Він був сином Емми Шорт і Семюела Інсулла-старшого, торговця та проповідника, що активно захищав інтереси руху, покликаного зменшити або заборонити вживання алкоголю. У нього також був брат Мартін Інсулл. Свою кар'єру Семюел почав у 14 років як помічник офісних службовців у різних установах. Пізніше став стенографістом у журналі «Vanity Fair», а потім у дев'ятнадцять прийшов за оголошенням у телефонну компанію Томаса Едісона, де був розподілений у лондонський офіс на посаду оператора телефонної станції.
1881 року, у 21 рік, Інсулл емігрував до США, де носив бакенбарди, щоб виглядати старше своїх років. За наступне десятиліття він зумів заснувати власну компанію та побудував електростанції по всій території США. Об'єднавшись з іншими «піонерами Едісона», Інсулл відкрив компанію Edison General Electric, яка згодом стала відомою як «General Electric». Семюел дійшов до посади віце-президента «General Electric», але все одно не був щасливий, тому що хотів стати президентом компанії. Він вирішив переїхати в Чикаго, де очолив «Chicago Edison».
На цьому етапі кар'єри Едісон вперше звинуватив Інсулла в продажності, коли компанія «J.P. Morgan & Co.» розглядала питання злиття з «Thomson-Houston» і «General Electric» для формування нової компанії. Як з'ясувалося, Інсулл шукав для себе вигоду, як в Едісона, так і в його конкурентів. Після того, як інцидент зам'яли, Семюел до 1897 року закінчив опрацювання дворівневих електричних норм, які дозволили багатьом домовласникам зменшити платежі за електрику на 32 % тільки за перший рік.

### Життя в Чикаго
До 1907 року компанії Chicago Edison і Commonwealth Electric Light & Power Co. формально об'єдналися в одну холдингову компанію Commonwealth Edison. До 1920 року ця компанія використовувала більше 2 тонн вугілля в рік; 6 тис. співробітників обслуговували 500 тис. клієнтів; річний дохід склав майже 40 млн доларів.
Магнат Інсулл контролював імперію в 500 млн доларів, у той час як його особистий статок оцінювався в 27 млн дол. доларів. Проте під час Великої депресії його холдинг звалився, знищивши всі заощадження 600 тис. акціонерів. Це призвело до народження Закону про комунальні холдингові компанії 1935 року. Після краху Інсулл спочатку втік у Францію, а потім перебрався до Греції, де ще не був укладений договір про екстрадицію до США. Пізніше його все ж затримали в Туреччини і повернули в Штати. У 1934-му було порушено справу за обвинуваченням у шахрайстві. Інсулла захищав відомий чиказький адвокат Флойд Томпсон. Його клієнт був визнаний невинним за всіма пунктами.

### Смерть
У 1938-му Семюел разом з дружиною прибув у Париж на День взяття Бастилії. Вона просила його не їхати на метро, оскільки у чоловіка були проблеми з серцем, але той привселюдно оголосив, що він «тепер людина бідна», і спустився по довгому сходовому прольоту на станцію «Конкорд» під Площею Згоди. Він помер від серцевого нападу, який трапився, коли Інсулл підходив до контролера. У нього було в той час у його кишені 30 франків і 84 центів і він був ідентифікований за білетом готелю кишені. На момент смерті Інсулл отримував щорічну пенсію у розмірі 21 тис. доларів від своїх колишніх компаній.
23 липня 1938 року він був похований поблизу своїх батьків на кладовищі Путні-Вале в Лондоні, місті його народження. Його майно було визнано вартістю близько 1000 доларів, а його заборгованість складала 14 000 000 доларів США, відповідно до його волі.

## Особисте життя

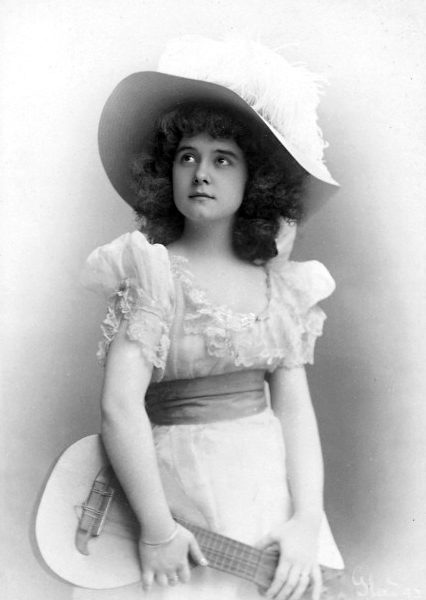
Еліс Гледіс Волліс у 1893 році.

22 травня 1899 року Семюел одружився з «мініатюрною, гарною і розумною» бродвейській актрисі Еліс Гледіс Волліс (1875-23 вересня 1953; справжнє ім'я — Маргарет Анна Берд). Їй було 24 роки, Інсуллу — 41. Популярна в нью-йоркських колах інженю працювала на сцені з самого дитинства. Подружжя жило в особняку недалеко від Либертивилла, Іллінойс (Libertyville, Illinois). У них був один син, Семюел-молодший.
І чоловік, і дружина були меценатами мистецтва. Інсулл допоміг створити Чиказький оперний театр, який відкрили 4 листопада 1929 року показом «Аїди», оперу та її акторів вибрав сам Інсулл. Семюел Інсулл також був відомий своїми благодійними роботами в інших областях, пожертвувавши великі суми грошей місцевим лікарням, а потім закликаючи інших осіб з подібними фінансовими ресурсами робити те саме. Він безкоштовно пожертвував афроамериканським благодійним організаціям у Чикаго, просячи багатих слідувати його прикладу. Після початку Першої світової війни Президент Вудро Вільсон призначив Інсулла головою Ради захисту Іллінойсу; його зусилля дозволили продати військових облігацій на понад мільйон доларів.

## Культурний спадок
Часто вважається, що фільм Орсона Веллса «Громадянин Кейн» є біографією Вільяма Рендольфа Герста, проте частково сценаристів фільму надихнуло і життя Самуїла Інсулла. «Це була справжня людина, яка побудувала оперний театр за власним вибором, і багато чого в фільмі було запозичено з цієї історії», — писав Веллс. Веллс дав Морісу Сейдерману фотографію Інсулла з вусами, щоб використовувати як модель для макіяжу образу старого Чарльза Фостера Кейна:42, 46.